# Molophilus heteracanthus
Molophilus heteracanthus là một loài ruồi trong họ Limoniidae. Chúng phân bố ở miền Australasia.